# Diritto di critica
Il diritto di critica, come il Diritto di cronaca, è disciplinato dall'art 21 della Costituzione Italiana il quale, nel primo comma, recita: “Tutti hanno diritto di manifestare liberamente il proprio pensiero con la parola, lo scritto e ogni altro mezzo di diffusione”. In particolare il diritto di critica, non si manifesta solamente nella semplice esposizione dell’opinione del soggetto su determinate circostanze, ma si caratterizza per essere una interpretazione di fatti considerati di pubblico interesse, avendo di mira non l’informare, bensì l’interpretare l’informazione e, partendo dal fatto storico, il fornire giudizi e valutazioni di carattere personale.
Ciò implica come ogni avvenimento può essere giudicato da qualsiasi cittadino, il quale è legittimato a farlo dalla Costituzione.

## Limiti del diritto di critica
Il diritto di critica si concretizza nella manifestazione di opinioni che non possono oltrepassare limiti ben precisi costituiti dal rispetto della verità e dell'interesse pubblico.

### Veridicità dei fatti
Come il diritto di cronaca, il giudizio deve poggiarsi su un fatto vero o collettivamente riconosciuto. Affinché sia riconosciuta la scriminante dell'art. 51 del c.p. non si richiede che la critica, sia formulata con riferimento a precisi dati fattuali, purché il nucleo ed il profilo essenziale di essi non siano stati strumentalmente travisati e manipolati. Non potrà ritenersi lecita la ricostruzione di un fatto che contenga volontariamente omissioni gravi e tali da sconvolgerne il reale significato. ll rispetto della verità del fatto assume, in riferimento all’esercizio del diritto di critica, un rilievo più limitato e necessariamente affievolito rispetto al diritto di cronaca, in quanto la critica, quale espressione di opinione meramente soggettiva, ha per sua natura carattere congetturale, che non può, per definizione, pretendersi rigorosamente obiettiva ed asettica. (Sez. 5, n. 25518 del 26/09/2016, dep. 2017, Volpe, Rv. 270284).

### Interesse pubblico
L'avvenimento per il quale si esprime il giudizio deve stimolare l'interesse pubblico alla conoscenza delle varie opinioni a favore o contrarie ad esso. Questo vuol dire che non si può giudicare o rendere pubblica una notizia che riguarda i fatti privati di perfetti sconosciuti. Se la critica deve generare una reazione da parte del suo pubblico (che sia positiva o negativa), allora deve toccare avvenimenti dei quali la comunità può sentirsi partecipe, per i quali sia incuriosita e stimolata a dover dire la sua. È su questo che trova il suo fondamento il diritto di critica. Detto limite all'esercizio del diritto resta, quindi, travalicato quando l'agente trascenda ad attacchi personali, volti a colpire sul piano individuale il bersaglio della critica, senza alcuna finalità di pubblico interesse ma all'unico scopo di aggredire la sfera morale o professionale altrui.

### Linguaggio appropriato
La forma espositiva deve essere chiara, provocatrice ma non offensiva e immorale, senza mai sfociare in ingiurie, contumelie ed offese gratuite o trascendere in attacchi personali diretti a colpire sul piano individuale la figura del soggetto criticato.

## Diritto di critica e diritto di cronaca
Il diritto di cronaca e il diritto di critica, espressione entrambi della libera manifestazione del pensiero costituzionalmente tutelata, presentano differenze che si riflettono sui limiti della scriminante. 
Il diritto di cronaca si concretizza nell'esposizione di fatti che presentano interesse per la generalità, allo scopo di informare i lettori. Il diritto di critica, diversamente, consiste nell'apprezzamento e nella valutazione di fatti, nell'espressione di un consenso o di un dissenso rispetto ad una certa analisi. Erroneamente si accosta la cronaca alla critica, ma sono due diritti ben diversi. La critica, essendo soggettiva, non è mirata alla pura e semplice informazione, l'oggetto critica può essere molto più vario, potendo anche riferirsi a un comportamento, a una tendenza e non a un fatto determinato. La descrizione di un avvenimento deve essere ben distinta dai commenti, pensieri e giudizi che questo fatto può provocare. Un corretto esercizio di questo diritto offre alla parte offesa di poter controbattere. Inoltre dall'autore di una critica non si può pretendere la stessa imparzialità richiesta a chi trasmette un'informazione.
Poiché il diritto di critica potrebbe legittimare una manifestazione di pensiero su fatti privati di persone notoriamente conosciute, star del cinema, della tv, dello sport ecc.. (questo rende valido il requisito di interesse pubblico del diritto di critica), non deve sfociare nella diffamazione della persona in questione. La diffamazione infatti è considerata dalla Giurisprudenza un reato sanzionabile con pene sia civili che penali. Inoltre il diritto di critica deve attenersi ai limiti di privacy che tutelano la riservatezza di ogni cittadino (famoso o meno): per questo non si possono giudicare e rendere pubblici comportamenti di persone note (anche se li si ritiene sbagliati e criticabili) senza che prima questi siano divenuti oggetto di cronaca.

## Tipi di critica
- La critica politica

Attraverso la critica politica la collettività esercita il potere della sovranità che gli assegna la Costituzione. Grazie alla critica politica si stimola il dibattito democratico tra i cittadini.
Non essendo sempre basata su fatti assolutamente certi le argomentazioni devono essere basati sulla razionalità; altrimenti si cade nell'insulto gratuito che accade quando le argomentazioni non hanno possibilità di essere replicati su basi razionali. Il diritto di critica politica, infatti, non legittima espressioni lesive della dignità personale e professionale, non sussistendo alcun interesse a che la collettività ne venga messa al corrente come chiarito dalla Cassazione nella sentenza 37220/10.                Sconfinare nell’offesa alla reputazione professionale il proprio contendente politico è diffamazione.
- La critica scientifica

L’art. 21 Cost. garantisce la libertà di manifestazione del pensiero. La tutela abbraccia qualsiasi campo della conoscenza. Ne deriva che la disposizione costituzionale tutela anche la libertà di manifestazione del pensiero scientifico. La critica scientifica stimola la dialettica e arricchisce il dibattito su temi di indubbio interesse pubblico tuttavia deve comunque sottostare ad alcuni limiti, a tutela dell’onore e della reputazione degli scienziati ai quali è diretta. Presenta indubbie particolarità, derivanti dalla presenza, nella nostra Costituzione, dell’art. 33:” L'arte e la scienza sono libere e libero ne è l'insegnamento”. Per quel che qui interessa, libertà di scienza significa che non esiste una scienza “ufficiale”. Lo Stato, cioè, riconosce validità e dignità a qualsiasi disciplina scientifica. Nessuna scienza è vera o falsa, né esistono fonti ufficiali su cui basare la critica. In altre parole, a differenza di quanto accade negli altri tipi di critica, la critica scientifica non si esprime su un “fatto” la cui esistenza è verificabile, ma su una teoria. Di conseguenza, ciascuno scienziato avrà il diritto di sostenere, con argomentazioni razionali, la validità delle proprie teorie e l’infondatezza di quelle altrui. Ma la critica non potrà rinvenire la propria legittimità sulla verità o sulla falsità delle teorie rispettivamente propugnate.
- La critica storica

Per critica storica non si intende solo il dare un giudizio sui personaggi o avvenimenti del passato, ma anche la volontà di accertare i fatti, di modificarli o scoprirne di nuovi. Se queste argomentazioni vanno a ledere la reputazione di un personaggio ormai deceduto sarà eventuale diritto dei congiunti esporre una querela.
Nemmeno nella storiografia esistono argomentazioni vere, ma solo accettate in base alla serietà con cui sono state dedotte.
- La critica sindacale

La critica sindacale è sempre volta a difendere il lavoratore da atteggiamenti o azioni che il datore di lavoro non dovrebbe avere.
Le due parti interessate da questa contrapposizione saranno sempre impari, in quanto la relazione sarà sempre di soggezione-potere. Questa critica è l'unica a essere incentrata sulla salvaguardia della condizione di chi la esprime.